# Інспектор Ґаджет
Інспектор Ґаджет — медіафраншиза, до якої входить кілька анімаційних серіалів, фільмів та ігор.

## Медіа
- «Інспектор Ґаджет» — мультсеріал 1983 року.
- «Інспектор Ґаджет» — фільм 1999 року.
- «Інспектор Ґаджет 2» — фільм 2003 року.
- «Інспектор Ґаджет» — мультсеріал 2015 року.